# Opius scutellocarina
Opius scutellocarina är en stekelart som beskrevs av Fischer 1996. Opius scutellocarina ingår i släktet Opius och familjen bracksteklar. Inga underarter finns listade i Catalogue of Life.